# Liga Românilor Liberi
Liga Românilor Liberi a fost o organizație a românilor din exil, înființată în 1950. Liga, cu sediul la New York, SUA era concepută ca o federație a diferitelor asociații românești din afara zonei de influență comunistă. Din 1950 până în 1953 liga a fost condusă de generalul Nicolae Rădescu iar după aceea de Mihail Fărcășanu. Activitea ligii a încetat în 1960 din lipsă de fonduri.

## Premize
Pentru coordonarea activității politice a românilor care se refugiaseră în occident din cauza instaurării regimului comunist din România a fost înființat în 1948 Comitetul Național de Coordonare Românească (transformat ulterior în Comitetul Național Român). În urma unor disensiuni între membrii comitetului, regele Mihai a înlăturat din comitet pe generalul Nicolae Rădescu, președintele comitetului, precum și pe Grigore Gafencu, Nicolae Caranfil și Mihai Fărcășanu, cu toate că niciunul dintre ei nu demisionase. Principalul motiv de discordie era cel că reprezentanții Partidului Național Țărănescu considerau comitetul ca pe un guvern român în exil, pe când cei patru membrii îndepărtați erau de părere că era necesar de un organism care să reprezinte românii din străinătate. 

## Înființarea Ligii
După restructurarea Comitetului Național Român, un grup de români din exil printre care generalul Nicolae Rădescu, Grigore Gafencu,  Nicolae Caranfil, Mihail Fărcășanu, Carol Citta Davila și Vintilă Brătianu s-au hotărît să formeze o organizație care să-i reprezinte pe românii din străinătate, rol pe care Comitetul Național îl refuzase. 
Întrunirea de înființare a Ligii a avut loc în ziua de 27 noiembrie 1950, la New York în localul organizației de asistență “Rumanian Welfare”,  (conduse de Nicolae Caranfil). În afară de inițiatorii acțiunii au participal Brutus Coste, Emil Ghilezan, Pia Fărcășanu, Barbu Niculescu, Nicolas-René Ardăvanu, doctorul George Emil Palade, Titu Rădulescu-Pogoneanu, Dumitru Danielopol, Viorel Tilea, generalul Ion Gheorghe, inginerul Iulian Prundeanu, Gheorghe Munteanu, Matei Ghika-Cantacuzino, Florin Zaharia și alții. La întrunire a participat și Augustin Popa care însă nu a semnat actul de înființare.
Ședința a fost prezidată de Nicolae Caranfil în calitate de gazdă. Generalul Rădescu a prezentat principiile de organizare ale noii asociații, după care Citta Davila și Grigore Gafencu au prezentat informații suplimentare. Consensul a fost tulburat de Augustin Popa, reprezentant al Partidului Național Țărănesc, care cerut ca noua organizație să se subordoneze Comitetului Național Român, ceea ce a cauzat reacția energică a lui Grigore Gafencu și a lui Mihail Fărcășanu. Chiar și o parte din membrii Partidului Național Țărănesc au obiectat arătând că nu avea nicio împuternicire de a vorbi în numele PNȚ, ceea ce l-a obligat să-și retracteze afirmația și să încuviințeze că exprimase un punct de vedere personal. În final, asistența a respins pretențiile lui Augustin Popa, care a părăsit furios întrunirea. Cei rămași și-au declarat acordul cu înființarea Ligii, au semnat actul constitutiv și l-au ales pe Nicolae Rădescu președinte.

## Statutul Ligii

### Sfera de activitate
Prin statut, liga își definea activitatea în modul următor:
 "Liga Românilor Liberi are drept scop să lupte pentru liberarea Patriei de sub jugul străin și tirania comunistă și pentru restabilirea unei Românii independente, întregite, democratice și constituțional monarhice.

În acest scop liga se va strădui:

a.- să înmănuncheze, într-un spirit de frăție și strânsă colaborare, pe toți românii care sunt călăuziți de principiile definite în acest Statut, coordonând activitatea lor închinată apărării drepturilor neamului românesc și dezvăluirii nelegiuirilor comise în România de către Rusia Sovietică.

b.- să apere drepturile și interesele românilor pribegi în fața forurilor competente și să sprijine acțiunile de ajutorare a refugiaților. 

c.- să sprijine manifestările culturale românești și pregătirea unor elemente folositoare refacerii țării.

d.- să stabilească și să întrețină legături de colaborare cu toate organizațiile de români liberi, în măsura în care acestea au obiective și principii compatibile cu ale Ligii.

e.- să stabilească și să întrețină legături de prietenie și de colaborare cu organizațiile asemănătoare, formate din refugiații aparținând celorlalte naționalități aflate sub tirania sovietică."

Deoarece personalitățile care au înființat Liga erau cele care se împotriviseră orientării Comitetului Național Român, este interesant de scos de comparat obiectivele pe care și le propuneau cele două organizații. Ambele organizații declarau că scopul principal al activității lor era eliberarea României și instaurarea unui regim democratic. Dar specificul activității celor două organizații era diferit: 
- Comitetul Național Român considera că reprezintă națiunea română, deci în principal populația din România; Liga Românilor Liberi se constituia ca o federație a organizațiilor românilor din exil.
- Comitetul Național Român își limita menirea la îndrumarea cooperării românilor din străinătate exclusiv în ceea ce privea activitățile legate de eliberarea României; Liga Românilor Liberi includea în sfera ei de preocupări ajutarea organizațiilor românesți cât și manifestările culturale ale românilor din străinătate
- Prin faptul că reprezenta națiunea română, Comitetul Național Român se considera un fel de guvern român în exil, ceea ce implica speranța de a participa la guvernarea României după sperata eliberare. Liga Românilor Liberi nu emitea idei legate de a participa la guvernare, punând accentul pe pregătirea românilor din exil, astfel încât aceștia să poată aduce o contribuție la refacerea țării după eliberare, nu prin atât prin participare la guvernare, ci prin expertiză tehnică în diferite domenii.
- ambele organizații  își propuneau să sprijine operele de asistență pentru românii refugiați; totuși, considerându-se un organ reprezentativ al românilor de peste hotarele României, Liga își propunea un rol mai activ de a apăra drepturile și interesele românilor refugiați [1]

De aceea, prezentarea celor două organizații ca fiind în competiție este greșită. Domeniile de activitate pe care și le propuseseră erau complementare și, în orice caz în ceea ce privește statutele, nu existau suprapuneri. 

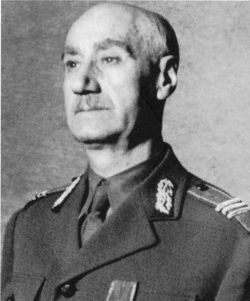
Generalul Nicolae Rădescu, Președinte al Ligii Românilor Liberi (1950-1953)

### Membri
Liga Românilor Liberi era concepută ca o federație a asociațiilor și grupărilor din exil, deși admitea și aderări individuale ale celor care se aflau în zone în care nu se puteau constitui asemenea asociații. Statutele menționau că Liga nu făcea deosebiri de sex, origine etnică, credință religioasă, opinii politice și stare socială, însă cereau îndeplinirea condițiilor ca membri ligii:
- să nu fi săvârșit fapte infamante;
- să fie devotați ideilor democratice;
- să aibă un trecut compatibil cu lupta de eliberare națională.

În conformitate cu aceste condiții, calitatea de membru al Ligii nu era acordată asociațiilor sau persoanelor care erau legate de extrema dreaptă – în particular de mișcarea legionară – sau de extrema stângă – anume de mișcările de factură comunistă.

### Conducerea ligii
Conducerea Ligii era asigurată de un Consiliu și de un Comitet Executiv.
Consiliul era compus din:
1. reprezentanți aleși ai asociațiilor sau grupărilor afiliate – între 1-4 delegați pentru fiecare asociație;
2. membri de drept;
3. membri recomandați de președinte și validați de Consiliu.

Membri de drept erau:
1. foștii membri ai guvernelor constituționale și democratice ale țării (miniștri și subsecretari de stat);
2. foștii membri ai corpurilor legiuitoare;
3. foștii secretari generali din ministere;
4. foștii membri ai comitetelor executive ale partidelor politice democratice;
5. foștii șefi de misiuni diplomatice (ambasadori și miniștri plenipotențiari);
6. foștii membri ai Academiei Române [2];
7. foștii membri ai Înaltei Curți de Casație;
8. deținătorii Ordinului Ferdinand, Cavalerii Ordinului Mihai Viteazul și cei decorați cu Virtutea Militară;
9. ofițerii superiori cu grad de general sau colonel;
10. membrii corpului didactic universitar (profesori, conferențiari și șefi de lucrări, cu titlu definitiv);
11. foștii directori generali de ministere.

Conform statutului, președintele
1. români care s-au distins în lupta națională;
2. persoane reprezentative
3. reprezentanți ai grupurilor etnice;
4. reprezentantii cultelor religioase.

## Relațiile Ligii Românilor Liberi cu casa regală
Deși patru dintre principalii membri fondatori ai ligii fuseseră îndepărtați de regele Mihai din Comitetul Național Român, totuși în statul se menționa în mod limpede că Liga milita pentru reinstraurarea monarhiei constituționale în România. Regele Mihai a fost informat de înființarea Ligii de către generalul Nicolae Rădescu. Răspunsul a fost transmis printr-o scrisoare a generalului C. Petre-Lazăr, aghiotantul regelui, adresată lui Vintilă Brătianu, Carol Citta Davila, Mihail Fărcășanu, Grigore Gafencu, Emil Ghilezan și generalului Nicolae Rădescu:
"Mult stimați domni
Majestatea Sa Regele a binevoit a lua cunoștință, în întregime, de corespondența Dvs. din 20.XII.1950, expediată din New York la 3.I și sosită la Florența la 19.I.1951, prin care este anunțată constituirea Asociației Românilor Liberi din USA.
În Înalta Sa dorință de a vedea realizată, dacă nu Unirea tuturor românilor din străinătate, dar cel puțin Unitatea în strădaniile organizate, puse în serviciul intereselor de viață ale neamului românesc, Majestatea Sa Regele mă însărcinează a repeta și Asociației Românilor Liberi din USA, ceea ce s-a scris românilor ce, individual sau pe grupări, și-au anunțat existența în străinătate și anume:
În  ceea ce privește activitatea patriotică a românilor din străinătate, cel mai bun drum este să se anunțe fiecare, individual sau pe grupe organizate, Comitetului Național Român (2910 Q Street, NW, Washington DC), punându-i-se la dispoziție. Numai astfel se va putea realiza o activitate coordonată și numai astfel, cu puteri unite, vom aduce în cumpăna sorții, contribuția noastră cinstită, disciplinată și unitară
Binevoiți a primi, mult stimați domni, asigurarea considerațiunii mele deosebite,
General C. Petre-Lazăr." 
Tonul scrisorii redactate de generalul Petre-Lazăr era nu doar total lipsit de politețe, dar deosebit de agresiv, ceea ce poate fi explicat prin relațiile proaste care existau între el și cei patru membri care fuseseră îndepărtați din Comitetul Național. În afară de problemele de fond însă, scrisoarea era de o flagrantă reacredință. Generalul Rădescu și ceilalți membri care părăsiseră comitetul încercaseră în repetate rânduri să-l convingă pe regele Mihai despre necesitatea lărgirii comitetului atât în vederea unei reprezentări mai echitabile a partidelor politice cât și pentru o atragere a românilor din exil care nu țineau de niciun partid. Totuși, în acțiunea de restructurare a Comitetului Național, regele Mihai nu a acționat în sensul asigurării unei reprezentativități sporite a comitetului, ci a exacerbat diviziunile, susținând grupul țărănist în dauna celui liberal și refuzând să includă alte persoane din exil, care, prin poziția lor din străinătate, ar fi putut avea o influență mai mare decât niște politicieni din România. practic necunoscuți în occident. În plus, deși fusese informat de generalul Rădescu despre problemele financiare ale comitetului, regele îl menținuse în Comitetul Național pe Alexandru Crețeanu, deși acesta își însușise fondurile pe care guvernul român le transferase în străinătate în 1944.  În aceste condiții, din moment ce diviziunea fusese încurajată prin toate măsurile pe care regele le luase până în acel moment, o scrisoare care făcea apel la unitate era un non-sens,. 
Decizia era cu atât mai discutabilă cu cât singura persoană de înalt nivel care mai făcea parte din Comitetul Național era Constantin Vișoianu, care era cunoscut în special în cercurile diplomatice. În contrast, generalul Rădescu, ultimul prim-ministru democrat al României era cunoscut de întreaga populație românească din exil ca o personalitate care fusese intransigentă în relațiile cu comuniștii. Liga avea în conducere și alte personalități cunoscute în occident, ceea ce nu era cazul pentru Comitet. Pe când Liga, prin asociațiile care i se alăturaseră, reprezenta căteva mii de membri Comitetul Național era o organizație formată din zece persoane, cu fără legături formale cu colectivitatea română din exil. 
De la încoronarea regelui Ferdinand I la Alba Iulia, ca suveran al României reîntregite, regele României era desemnat nu doar cu titlul de "regele României" ci și sub cel de "regele tuturor românilor", titlu pe care l-au purtat și următorii suverani. Prin acceptarea rolului de conducător al Comitetului Național Român – care, în principiu, reprezenta populația din România – și în același timp prin refuzul de a recunoaște Liga Românilor Liberi – care reprezenta Românii din exil -  rezultă implicit renunțarea regelui Mihai la titlul de "regele tuturor Românilor". Chiar dacă urmările politice ale acestei renunțări au fost practic nule, totuși actul a constituit o gravă greșeală a casei regale, care și-a alienat o mare parte a românilor din exil, adică tocmai a acelui grup care, în mod potențial, îl putea sprijini în mai mare măsură decât populația din România. 

## Activitatea ligii sub președinția generalului Nicolae Rădescu
Înființată ca o organizație a românilor din Statele Unite, Liga Românilor Liberi ajunge, sub conducerea generalului Rădescu, să se dezvolte într-o "asociație a românilor pretutindeni în Lumea Liberă".  Principala direcție de activitate în primii ani a fost cea de a face Liga cunoscută în colectivitățile române din exil și în a atrage organizațiile acestor colectivități în Ligă. Această acțiune a fost încununată de succes. În decurs de puțin peste un an, câteva zeci de asociații de români, din marea majoritate a țărilor occidentale, aderaseră la Ligă.
Din partea Comitetului Executiv al Ligii, Carol Citta Davila avea responsabilitatea de a publica "Buletinul Ligii Românilor Liberi", publicație lunară care informa membrii Ligii despre activitatea acesteia. 
Activitatea de sprijin a refugiaților români era coordonată prin intermediul diferitor organizații pe care le coordona Nicolae Caranfil.
Liga mai încerca, prin diferite mijloace, să informeze atât autoritățile americane cât marele public din Statele Unite despre situația reală din România. Astfel, Mihail Fărcășanu, în calitate de reprezentant al Ligii Românilor Liberi a condus o delegație de români, din care mai făceau parte Joseph Craciun, Nicolae Neagoe, reverendul George Pop și rabinul Judah Glasner, care a prezentat președintele Statelor Unite Harry Truman problema deportărilor din România, cerându-i să intervină pentru a le opri.. De asemenea, de câte ori aveau posibilitatea, membrii Ligii publicau articole și note în diferite ziare și reviste. În această privință sunt de relevat studiile elaborate de Grigore Gafencu, majoritatea dintre ele transmise de radio "Europa Liberă". Aceste studii au fost publicate după moartea lui Gafencu în volumul "Gânduri peste cortina de fier".   .  Dintre aceste acțiuni de informare este de menționat și scrisoarea publicată de Mihail Fărcășanu la 6 martie 1953 în ziarul "New York Times" în care scoate în evidență data de 6 martie ca aniversare a înrobirii României de comuniști și a instaurării primului guvern nedemocratic.

## Activitatea ligii  sub președinția lui Mihail Fărcășanu
Generalul Nicolae Rădescu a murit la 16 mai 1953. În testamentul sau, redactat cu o zi înaintea morții sale, propunea alegerea ca urmaș la conducerea Ligii pe unul din colaboratorii săi apropiați: Grigore Gafencu, generalul Gheorghe Ion, Mihail Fărcășanu sau Viorel V. Tilea  
Alegerea noului președinte a constituit primul exercițiu de vot al conducătorului unei organizații din exilul românesc care s-a făcut printr-o largă consultare a maselor și, în același timp, printr-o exprimare liberă a voinței acestor mase. Într-o primă etapă au fost organizate alegeri ale consilierilor Ligii Românilor Liberi prin votul românilor refugiați în diferite țări. În faza a doua, consilierii își exprimau votul în scris, prin scrisori care trebuiau să ajungă la New York înainte de data de 15 martie 1954. Procedeul a demonstrat că, chiar în condițiile exilului, colectivitatea română putea organiza un vot prin aplicarea principiilor democratice. 
Mihail Fărcășanu a fost ales președinte al Ligii Românilor Liberi prin 37 de voturi din totalul de 46 exprimate de consilierii aleși ai Ligii. 
După alegerea sa, Dl Mihail Fărcășanu a adresat Consilierilor Ligii o scrisoare-program prin care îi informa despre modul în care intenționa să conducă liga. El scotea în evidență faptul că, spre deosebire de Comitetul Național Român care fiind finanțat de guvernul american este nevoit să susțină politica americană, Liga reprezintă interesele românilor și este obligată să apere aceste interese, chiar și în situațiile în care punctul de vedere nu coincide cu politica externă americană.
Această independență a Ligii avea totuși un neajuns. Liga se baza exclusiv pe donații, iar românii din emigrație dispuneau de mijloace financiare modeste, fără a putea contribui cu sume importante. Mihail Fărcășanu a revendicat fondul național pe care și-l însușise Alexandru Cretzianu, prin inițierea unei acțiuni la Curtea de Apel din Berna, Elveția. Liga a pierdut procesul deoarece Cretzianu a dovedit că este titularul legal al fondului. 
În 1955, Mihail Fărcășanu a organizat strângerea de donații pentru apărarea grupului de tineri români, conduși de Ovidiu Beldeanu, care intraseră cu forța, la 15 februarie 1955, în Legația României de la Berna (Elveția) și confiscaseră documente compromițătoare pentru anumiți politicieni occidentali "democrați".  Mihail Fărcășanu a coordonat apărarea în procesul acestui grup, el însuși venind la bară ca martor al apărării, făcând cu această ocazie un rechizitoriu violent la adresa situației României de sub jugul sovietic. 
Înnăbușirea revoluției din Ungaria în 1956 a avut ca efect scăderea moralului Ligii în general și a lui Mihail Fărcășanu în particular. Revoluția le demonstrase că, indiferent de determinarea revoluționarilor, chiar dacă forțele lor reușeau să răstoarne regimul comunist, ele nu se puteau măsura cu Armata Roșie. De asemenea, evenimentele din Ungaria demonstraseră că occidentul nu era dispus să intervină în niciun fel pentru susținerea unei asemenea revolte. Astfel se punea întrebarea dacă, în condițiile date, scopul Ligii “de a lupta pentru liberarea Patriei de sub jugul străin și tirania comunistă” nu era o utopie. 
Lipsită de mijloace suficiente și descurajată,  activitatea Ligii a cunoscut un declin accentuat din 1957. Ea a continuat totuși să ființeze până în 1960 când s-a autodizolvat.